# Ілеть (річка)
Ілеть (марій. Элнет, рос. Илеть, тат. Илләт, трансліт. İllät) — річка, ліва притока Волги. Витік і гирло в Республіці Марій Ел. Довжина — 204 км, з них в Татарстані — 34 км. Сточище — 6 471 км²
. 
Притоки: Ашит, Вонча, Пет'ялка, Юшут. 
Максимальна витрата води — 1180 м ³/с (1979). 
Мінералізація в межень — 1000—1400 мг/л. 
Зона відпочинку.